# Paraheliophanus
Paraheliophanus là một chi nhện trong họ Salticidae.